# طواف فلاندرز للسيدات 2013
طواف فلاندرز للسيدات 2013 (بالإنجليزية: 2013 Tour of Flanders for Women)‏ هو سباق دراجات هوائية، وهو الموسم رقم 10 من السباق، وأقيم في 31 مارس 2013، وامتدّ لمسافة 127.4 كيلومتر، وهو أحد سباقات كأس العالم لسباق الدراجات على الطريق للنساء 2013.
.

## الفرق
| فرق سيدات محترفة (25)- تيم أرغوس-شيمانو 2013 ‏ - بيبينك ‏ - بيزكايا دورانجو 2013 ‏ - إس دي وركس ‏ - Cramo Go:green ‏ - Cyclelive Plus–Zannata ‏ - Estado de México–Faren Kuota ‏ - Lensworld–Kuota ‏ - ساس ماكوجيب ‏ - هايتك بوردكتس-يو سي كيه 2013 ‏ - لوتو-بيليسول للسيدات 2013 ‏ - يو أي أيه تيم ‏ - Liv AlUla Jayco ‏ - أيه آر مونكس برو سيكلينج للسيدات ‏ - ليف ريسينغ ‏ - RusVelo Women's Team ‏ - S.C. Michela Fanini Rox ‏ - Sengers Ladies Cycling Team ‏ - كانيون–إس آر إيه إم ‏ - Squadra Scappatella ‏ - توب قيرلز فسى برتولو ‏ - Experza–Footlogix Ladies Cycling Team ‏ - Aromitalia–Basso Bikes–Vaiano ‏ - FDJ–Suez ‏ - Wiggle High5 Pro Cycling ‏ فرق وطنية (2)- فريق الولايات المتحدة لركوب الدراجات للسيدات 2013‏ - فريق هولندا لركوب الدراجات للسيدات 2013 ‏ |  |
| |  |

## التصنيف العام النهائي
| التصنيف العام | التصنيف العام      | التصنيف العام   | التصنيف العام         | التصنيف العام |        |
| الدراج        | الدراج             | البلد           | الفريق                | الوقت         | السرعة |
| ------------- | ------------------ | --------------- | --------------------- | ------------- | ------ |
| 1.            | ماريان فوس         | هولندا          | Rabo Women            | 3 س 33 د 21 ث |        |
| 2.            | إيلين فان دايك     | هولندا          | Specialized-Lululemon | + 0 ث         |        |
| 3.            | إيما جوهانسون      | السويد          | Orica-AIS             | + 0 ث         |        |
| 4.            | إليسا ونغو بورغيني | إيطاليا         | Hitec Products UCK    | + 0 ث         |        |
| 5.            | أنيميك فان فليوتن  | هولندا          | Rabo Women            | + 2 د 37 ث    |        |
| 6.            | Adrie Visser ‏      | هولندا          | Boels Dolmans         | + 2 د 37 ث    |        |
| 7.            | أنا فان دير بريغين | هولندا          | Sengers Ladies        | + 2 د 37 ث    |        |
| 8.            | Loes Gunnewijk ‏    | هولندا          | Orica-AIS             | + 2 د 37 ث    |        |
| 9.            | ليزي ديجنان        | المملكة المتحدة | Boels Dolmans         | + 2 د 39 ث    |        |
| 10.           | كيرستن وايلد       | هولندا          | Skil-Argos            | + 4 د 33 ث    |        |

## وصلات خارجية
- الموقع الرسمي
- طواف فلاندرز للسيدات 2013 على موقع إحصائيات الدراجات الإحترافية (الإنجليزية)